# 리트폴 링크
리트폴 링크(영어: LitPol Link)는 폴란드와 리투아니아를 잇는 송전 연계선으로, 발트해의 전력 계통을 대륙 유럽 동기화 지역과 연결한다. 500 MW 용량을 가지며 2025년부터 동기화 운전된다.

## 역사
2000년 유럽 연합 집행위원회와 유럽 부흥 개발 은행은 폴란드-리투아니아 송전 상호 연결에 대한 타당성 조사 자금 지원에 동의했다. 조사는 2002년 9월에 완료되었다. 이 연결은 폴란드의 전력 상호 연결 수준을 2%에서 4%로 높일 것으로 예상된다. 리트폴의 일부는 2015년 11월 EU의 "공동 관심 프로젝트" 목록에 올랐다.
2006년 9월 29일 폴란드 대통령 레흐 카친스키와 리투아니아 대통령 발다스 아담쿠스는 바르샤바 회담에서 공동 전력망 프로젝트에 대한 공동 선언문에 서명했다. 공동 상호 연결 운영자 설립에 관한 양해각서는 2006년 12월 8일 빌뉴스에서 리투아니아 에너지와 폴란드 PSE 사이에 체결되었다. 프로젝트 회사 주주 계약은 2008년 2월 12일 바르샤바에서 체결되었다. 공동 프로젝트 회사 LitPol Link는 2008년 5월 19일에 설립되었다.
에우크와 웜자 사이에 400kV 가공선을 건설하기 위해 PSE는 2011년 9월 12일 폴란드 건설 회사 PBE 엘부드 그룹과 계약을 체결했다. 2013년 초, 리투아니아 송전 시스템 운영사인 Litgrid는 ABB 그룹에 리투아니아 알리투스 근처에 첫 HVDC 변환소를 공급하고 설치하는 1억 1천만 달러 규모의 계약을 체결했다.
연결선 건설은 2014년 5월 5일 알리투스 지역에서 시작되었다. 리트폴 전력 연결은 2015년 12월 9일 운영을 시작했으며, 같은 날 폴란드에서 리투아니아로 최대 200 MW의 전력을 전송했다.

## 기술적 특징
이 연결은 크루오니스에서 알리투스까지 53-킬로미터 (33 mi)의 330 kV 이중 회선, 알리투스의 1000 MW 백투백 컨버터, 알리투스에서 리투아니아-폴란드 국경까지 리투아니아 측에 48-킬로미터 (30 mi)의 400 kV 이중 회선, 그리고 국경에서 에우크까지 폴란드 측에 106-킬로미터 (66 mi)의 400 kV 이중 회선으로 구성된다.
사전 타당성 조사에 따르면, 상호 연결 비용은 2억 3천 7백만 유로로 추정되었다. 폴란드와 독일, 폴란드와 체코 간의 업그레이드를 포함한 기존 에너지 인프라 강화를 위해 폴란드 TSO는 추가로 6억 5천만 유로를, 리투아니아 TSO는 2억 6천 2백만 유로를 투자했다. 리투아니아-폴란드 상호 연결은 유럽 연합의 범유럽 네트워크 프로젝트로 지정되었다. 상호 연결 초기 용량은 500 MW이며, 두 번째 HVDC 백투백 스테이션이 완료된 후 최대 1000 MW까지 전송 용량 업그레이드가 가능하다.
에우크 근처의 61번 송전탑, 수바우키 근처의 160번 송전탑, 166번 송전탑, 그리고 상쿠리 근처의 293번 송전탑은 높이가 107미터이다.

### HVDC 백투백 스테이션
2015년에서 2025년 사이에 이 선은 기존 330 kV 변전소에서 서남쪽으로 600 미터 (2,000 ft) 떨어진 알리투스에 위치한 HVDC 백투백 컨버터 스테이션에 연결되었다. 이 스테이션은 각각 500 MW 전송 전력용으로 평가된 두 개의 컨버터를 가지고 있었다. 시설은 200 미터 (660 ft) 길이와 170 미터 (560 ft) 너비였다. CESA와의 동기화에 따라, 이 선은 변압기에 연결되어 동기 모드로 작동한다.

## 프로젝트 회사
LitPol Link는 PSE와 Litgrid가 동등한 지분으로 설립했다. 이 회사는 바르샤바에 본사를 두고 있다. LitPol Link의 상무 이사는 아르투라스 빌리마스이다.

## 같이 보기
- 리투아니아의 에너지
- 리투아니아의 고전압 송전선 목록
- 에스틀링크 (에스토니아와 핀란드 사이)
- 노드발트 (리투아니아와 스웨덴 사이)
- 스웨폴 (폴란드와 스웨덴 사이)
- 폴란드–리투아니아 가스 상호 연결 (리투아니아와 폴란드 사이의 천연가스 상호 연결)
- 하모니 링크, 리투아니아와 폴란드 사이의 해저 케이블
- 발트해 국가들과 CESA의 동기화